# Under sandet
Under sandet (Internationale titel: Land of Mine) is een Deens-Duitse film uit 2015, geschreven en geregisseerd door Martin Zandvliet. De film ging in première op 10 september op het Filmfestival van Toronto in de sectie Platform.

## Verhaal
Tijdens de Tweede Wereldoorlog begroef de Duitse bezetter 1,5 miljoen landmijnen langs de Deense westkust om zo een Geallieerde invasie tegen te gaan. Na het einde van de oorlog in mei 1945, worden Duitse krijgsgevangenen gedwongen de stranden te ruimen. De meesten zijn maar tieners die door Hitler tegen het einde van de oorlog naar het front gestuurd werden. Onder leiding van de hardvochtige Deense sergeant Rasmussen moeten deze verzwakte jongeren met gevaar voor eigen leven de mijnen opruimen. Dit ging in tegen de afspraken van de Geneefse Conventies met betrekking tot de krijgsgevangenen (met als argument dat die na de oorlog, die beëindigd werd met de onvoorwaardelijke overgave van Duitsland, niet golden). Net als vele andere Denen op dat moment haat Rasmussen de Duitsers en reageert hij zijn woede af op de gevangenen, maar gaandeweg verandert zijn houding ten opzichte van de jongens.

## Rolverdeling
| Acteur               | Personage             |
| -------------------- | --------------------- |
| Roland Møller        | Sergeant Rasmussen    |
| Mikkel Boe Følsgaard | Luitenant Ebbe Jensen |
| Louis Hofmann        | Sebastian Schumann    |
| Joel Basman          | Helmut Morbach        |
| Emil Belton          | Ernst Lessner         |
| Oskar Belton         | Werner Lessner        |

## Prijzen en nominaties
De belangrijkste:
| Jaar | Prijs                                 | Categorie                     | Genomineerde(n)               | Uitslag  |
| ---- | ------------------------------------- | ----------------------------- | ----------------------------- | -------- |
| 2016 | Robert-prisen                         | Beste film                    | Beste film                    | Gewonnen |
| 2016 | Filmfestival van Göteborg             | Dragon Award Best Nordic Film | Dragon Award Best Nordic Film | Gewonnen |
| 2016 | International Film Festival Rotterdam | Warsteiner publieksprijs      | Warsteiner publieksprijs      | Gewonnen |
| 2016 | International Film Festival Rotterdam | MovieZone Award               | MovieZone Award               | Gewonnen |

## Productie
De filmopnames startten in juli 2014 en eindigden in augustus 2014 en er werd gefilmd op historisch authentieke plaatsen zoals het gevangenenkamp Oksbøllejren en de omgeving van Varde. De film is gebaseerd op waargebeurde feiten en handelt over een stuk naoorlogse geschiedenis dat bij veel Denen onbekend is. De film kreeg een staande ovatie bij zijn première op het filmfestival van Toronto en behaalde verschillende prijzen op internationale filmfestivals, zoals de Dragon award voor beste Noorse film in Göteborg en de publieksprijs in Rotterdam. De film werd geselecteerd als Deense inzending voor de beste niet-Engelstalige film voor de 89ste Oscaruitreiking.